# آتش‌سوزی زندان اوین
آتش‌سوزی زندان اوین و حوادث مرتبط با آن، در شب ۲۳ مهر ۱۴۰۱ در زندان اوین و در میانه خیزش ۱۴۰۱ ایران روی داد. به گزارش مرکز رسانه قوه قضاییه ایران در این حادثه چهار زندانی کشته و ۶۱ نفر مجروح شدند. در روزهای بعد از آتش‌سوزی ۴ نفر دیگر از مجروحان نیز درگذشتند که تعداد کلی کشته‌شدگان را به ۸ نفر رساند.

## پیش‌زمینه
زندان اوین در شمال غرب تهران واقع شده‌است. در گذشته بخش اعظم زندانیان را زندانیان سیاسی و عقیدتی تشکیل می‌دادند، ولی در سال‌های اخیر مجرمان عادی نیز در این زندان نگهداری می‌شوند. در زمان آتش‌سوزی تعداد زیادی روزنامه‌نگار، کنشگر سیاسی، فعال محیط زیستی و هنرمند در زندان اوین در حبس بودند. کمی پیش از حادثه اوین، در اثر حمله زندانبانان در زندان سنندج تعدادی از زندانیان زخمی شدند و در زندان لاکان رشت درگیری‌های گسترده‌ای روی داد.
بنابر گزارش اطلس زندان‌های ایران ساختار بندهای زندان اوین در طول زمان تغییر کرده‌است. در حال حاضر بندها ۳۲۵ (روحانیت)، ۴ (بدون حکم قطعی و قرنطینه)، ۶ (خدماتی)، ۷ (اغلب مالی)، ۸ (احکام قطعی)، ۲۴۰، ۲۴۱، ۲۰۹، ۲الف و بند نسوان در زندان اوین وجود دارند.
در زمان آتش‌سوزی بخش زیادی از بازداشت‌شدگان اعتراضات سراسری ۱۴۰۱ ایران در اوین بودند. به علت تعداد زیاد معترضان بازداشتی، علاوه بر دو بند ۲۰۹ اطلاعات و ۲الف سپاه پاسداران، بسیاری از دستگیرشدگان در سالن‌های بند ۲۴۰ نگهداری می‌شدند. برخی دیگر نیز به بند ۶ منتقل شدند.

## درگیری و آتش‌سوزی

### روایت‌های حکومتی
چندین ساعت پس از این حادثه مقام‌های حکومت ایران روایت‌های ضد و نقیض ارائه کردند. در ابتدا قوه قضاییه جمهوری اسلامی آتش‌سوزی را به «درگیری بین تعدادی از زندانی‌ها با محکومیت مالی و سرقت» نسبت داد که در جریان «یک کارگاه کارآفرینی» اتفاق افتاده‌است. با فاش‌شدن هویت یکی از کشته‌شدگان به نام حسین جزی، غلامحسین محسنی اژه‌ای، رئیس این قوه، «عوامل دشمن» را به دست داشتن در این آتش‌سوزی متهم کرد و همچنین محمدجعفر منتظری، دادستان کل کشور، این آتش‌سوزی را اقدامی «برنامه‌ریزی‌شده» و از «داخل خود زندان» عنوان کرد.
تیم‌های خبری اعزامی از سوی شبکه خبر صدا و سیمای جمهوری اسلامی ایران در حالی که از سوی محسن منصوری، استاندار تهران و شماری از مقامات ارشد نهادهای زندان ایران همراهی می‌شدند، مدعی شدند درگیری میان خود زندانیان بند جرایم مالی سبب این حریق شده‌است. خبرگزاری رسمی جمهوری اسلامی، ایرنا، به نقل از «یک مقام امنیتی» به «درگیری» زندانیان با زندان‌بانان اشاره کرد و نوشت گروهی از زندانیان «انبار لباس زندان را به آتش کشیده‌اند.»
اخبار ضد و نقیضی دربارهٔ رفتن تعدادی از زندانیان روی میدان مین در تپه‌های شمال زندان اوین منتشر شد. این خبر را نخستین بار، خبرگزاری فارس، وابسته به سپاه پاسداران انقلاب اسلامی، منتشر کرد اما شرق آن را تکذیب کرد.

### دیگر روایت‌ها
به گزارش ایران اینترنشنال، آتش‌سوزی از ساعت ۹ شب از بند ۷ اوین شروع و گارد زندان به سوی زندانیان تیراندازی کردند. آتش به بخش‌های مختلف زندان گسترش و بخشی از سقف آن به دلیل شدت آتش فروریخت. عکس‌های گرفته شده توسط گروه ماهواره‌ای پلانت لبز هم نشان می‌دهد سقف یکی از سازه‌های بزرگ در بخش شمالی زندان اوین سوخته‌است. محلی که در تصویر سوخته‌است بنابر نقشه‌هایی که ایرج مصداقی از زندان اوین منتشر کرده «حسینیه و کارگاه» زندان اوین است که فاصله کوتاهی با بند هفت این زندان دارد. قوه قضائیه جمهوری اسلامی ایران مدعی است این سازه محلی برای حبس زندانیان جرایم مالی و سرقت بوده‌است.
سپیده قلیان، زندانی در اوین، وضعیت زندان را به میدان جنگ تشبیه کرده و روایت می‌کند سروصداهای مهیب، برخی زندانی‌ها را مجبور کرده‌است برای نجات خود درهای بندها را شکسته و وارد محوطه هواخوری شوند که با شلیک تک‌تیراندازها و گاز اشک آور مواجه می‌شوند. جعفر پناهی نیز در روایتی گفته‌است پس از آتش‌سوزی به محوطه زندان رفته اما آنجا با گاز اشک‌آور دوباره به داخل بندها بازگردانده شدند.
به روایت وبگاه اعتماد تعدادی از زندانیان بندهای ۷ و ۸ از زندان اوین خارج و به زندان دیگری منتقل شده‌اند و این دو بند تخریب شده، سقف آن آسیب دیده و فعلاً قابل استفاده نیست.
نرگس محمدی، سخنگو و نائب رئیس زندانی کانون مدافعان حقوق بشر در مورد چگونگی بروز فاجعه مرگبار زندان اوین نوشت که کپسول‌های آتش‌خاموش‌کن را سه روز قبل از این حادثه، به دستور رئیس زندان اوین و به بهانه پر کردن، از بند خارج کردند.

## حوادث اطراف زندان
ویدئوهای منتشر شده در شبکه‌های اجتماعی و گزارش‌های شاهدان عینی، صدای تیراندازی، آژیر خطر و همچنین خروج دود از محدوده زندان را نشان می‌داد. بلافاصله پس از انتشار این خبر بسیاری از شهروندان راهی خیابان‌های اطراف اوین شدند. مسیرهای منتهی به این زندان درون شهر تهران بند آمد و اطراف زندان از سوی نیروهای امنیتی مسدود شد. مردم در خیابان‌های اطراف زندان تجمع و علیه حاکمیت ایران شعار دادند. در پی این حادثه تعدادی از زندانیان از زندان اوین به سایر زندان‌ها منتقل شدند.

## کشته‌شدگان
قوه قضاییه جمهوری اسلامی چند ساعت بعد حادثه از چهار کشته و ۶۱ مجروح در این حادثه خبر داد و علت این حادثه را «بر اثر استنشاق دود ناشی از آتش‌سوزی‌ها» عنوان کرد. تا ۲۶ مهر ۱۴۰۱ جان‌باختن هشت نفر توسط قوه قضاییه تأیید شده‌است. بنا بر گزارش‌ها و گفته‌های شاهدان آمار کشته‌شدگان می‌تواند بیشتر باشد.
قوه قضاییه ایران ۲۶ مهر حسین جزی را یکی از کشته‌شدگان در زندان اوین معرفی می‌کند. قبل از این بخش فارسی صدای آمریکا با استناد به اخبار منابع مختلف از جمله «توییتر ۱۵۰۰ تصویر» نام او را منتشر کرده و او را از بازداشت‌شدگان اعتراضات سراسری ۱۴۰۱ ایران معرفی می‌کند. روایت صدای آمریکا در اطلاعیه قوه قضاییه تکذیب و اعلام می‌شود تاریخ بازداشت جزی ۱۹ تیر ۱۴۰۱ و چند ماه قبل از اعتراضات بوده و از آن تاریخ تا روز آتش‌سوزی بدون مرخصی در زندان بوده‌است. قبلاً خبرگزاری هرانا در ۲۳ مهر اعلام کرد او اوایل مهرماه توسط نیروهای امنیتی بازداشت و تا روز آتش‌سوزی فقط یکبار با خانواده تماس گرفته و دیگر خبری از وضعیت بازداشت او در اختیار خانواده قرار نگرفته‌است.

## واکنش‌ها
در جریان اعتصابات ۱۴۰۱ دانشجویان ایران، دانشجویان معترض در دانشگاه تهران در تجمعی شعار «تهران شده بازداشتگاه، اوین شده کشتارگاه» دادند. گروهی از ایرانیان ساکن بریتانیا و آلمان نیز در واکنش به وقوع آتش‌سوزی در زندان اوین مقابل سفارت جمهوری اسلامی در این کشورها تجمع کردند.
جو بایدن، رئیس‌جمهوری آمریکا در واکنش به این رویداد گفت «حکومت ایران خیلی ظالم است.» ند پرایس، سخنگوی وزارت خارجه آمریکا، مسئولیت جان زندانیان دو تابعیتی آمریکایی را بر عهده حکومت ایران دانست. مراد طاهباز، عماد شرقی و سیامک نمازی، زندانیان دو تابعیتی هستند که در زندان اوین نگهداری می‌شوند.
جوزپ بورل، مسئول سیاست خارجی اتحادیه اروپا، در توئیتی خطاب به حسین امیرعبداللهیان، وزیر خارجه جمهوری اسلامی، در مورد گزارش‌های تکمیلی دربارهٔ وضعیت زندان اوین «به‌شدت ابراز نگرانی کرد» و خواهان «شفافیت حداکثری» از سوی حکومت جمهوری اسلامی در این زمینه شد.
آگنس کالامارد، دبیرکل سازمان عفو بین‌الملل، از جامعه بین‌المللی درخواست کرد شورای حقوق بشر سازمان ملل در جلسه ویژه‌ای این حادثه را بررسی کنند. عفو بین‌الملل در بیانیه‌ای «برخورد خودسرانه و توهین‌آمیز» نیروهای امنیتی و مسئولان زندان علیه زندانیان را «وحشیگری شدید مقامات» حکومت جمهوری اسلامی برای سرکوب مخالفان بیان کرد.
کمیتهٔ زندانیان جامعه دموکراتیک و آزاد شرق کردستان (کودار) ضمن اشاره به وقایع زندان مرکزی سنندج در ۹ مهر و زندان لاکان رشت، آن را «سناریویی خطرناک» و «ادامهٔ کشتارگری‌های سال ۱۳۶۷ علیه زندانیان سیاسی» دانست و نسبت به رفتارهای توطئه‌گرانه و سرکوب‌های بی‌رحمانهٔ جمهوری اسلامی علیه زندانیان هشدار داد.